# Annie Get Your Gun
Annie Get Your Gun es un musical escrito por los hermanos Dorothy y Herbert Fields, con música y letras de Irving Berlin, estrenado en Broadway (Nueva York) en 1946. Está basada en la vida de Annie Oakley (1860-1926), una tiradora que participó durante diecisiete años en el espectáculo de Buffalo Bill que recreaba escenas del viejo oeste.
Entre Broadway y Londres llegó a tener 1147 representaciones, a partir de 1946. En 1950 se realizó una versión cinematográfica, y una serie de televisión en 1957. Algunas de las famosas canciones que incluye el musical son: "There's No Business Like Show Business", "Doin' What Comes Natur'lly", "You Can't Get a Man with a Gun", "They Say It's Wonderful" y "Anything You Can Do".